# Wiesoncholaimus mawsonae
Wiesoncholaimus mawsonae is een rondwormensoort uit de familie van de Oncholaimidae. De wetenschappelijke naam van de soort is voor het eerst geldig gepubliceerd in 1966 door Inglis.